# Hakan
Hakan is een veelvoorkomende Turkse voornaam. De naam is samengesteld uit twee Mongoolse titels voor heersers: han (khan) en kağan (khagan). Door de samenstelling van die twee wordt een nieuwe titel gevormd, hoger dan kağan: han kağan. In de loop van de tijd werd dit vereenvoudigd tot hakan. Het betekent ook han, van de hans (koning van de koningen), de hoogste heerser. In sommige delen van de wereld wordt de naam ook gespeld als Khakan of Khaqan met dezelfde betekenis.

## Bekende personen met de naam Hakan
- Hakan Balta, Turks voetballer
- Hakan Bilgiç, Belgisch voetballer
- Hakan Çalhanoğlu, Duits-Turks voetballer
- Hakan Demirel, Turks basketballer
- Hakan Şükür, Turks voetballer en politicus
- Hakan Ünsal, Turks voetballer
- Hakan Yakin, Zwitsers-Turks voetballer